# تنابي

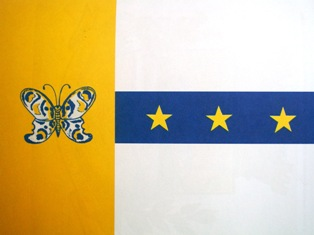
علم بلدة تنابي البرازيلية

خارطة موقع بلدة تنابي التابع لولاية ساو باولو البرازيلية

تنابي (بالبرتغالية: Tanabi‏) ، تنابي هي مدينة صغيرة تقع في الشمال الغربي من ولاية ساو باولو البرازيلية ، تبلغ عدد سكانها نحو 24.055 نسمة، وهذه المدينة تقع على بعد 447 كيلو متر من مدينة ساو باولو ، أسست المدينة بتاريخ 4 يوليو سنة 1884م.

## المصدر
1. ↑   https://www.ibge.gov.br/estatisticas/sociais/populacao/22827-censo-demografico-2022.html?edicao=37225. اطلع عليه بتاريخ 2023-10-24. {{استشهاد ويب}}: |url= بحاجة لعنوان (مساعدة) والوسيط |title= غير موجود أو فارغ (من ويكي بيانات) (مساعدة)
2. ↑  "Municipal Profile at SEADE - Search". SEADE.gov.br. مؤرشف من الأصل في 2014-05-24. اطلع عليه بتاريخ 2011-07-15.

## وصلات خارجية
- (بالبرتغالية) http://www.tanabi.sp.gov.br Prefecture of Tanabi
- (بالبرتغالية) citybrazil.com.br